# Routinedaten
Unter Routinedaten (auch Sekundärdaten) versteht man im Gesundheitswesen standardisierte Informationen, die vor allem zu Abrechnungszwecken mit den Leistungserbringern erhoben werden.

## Datenbeschreibung
Bei den Routinedaten handelt es sich um kontinuierlich erhobene Primärdaten, oder Prozessdaten sowie administrative Daten aus den Bereichen ambulante Versorgung, Arzneimitteldaten, Heilmittel und Pflege. Zu den GKV-Routinedaten gehören Versichertenstammdaten (z. B. Geschlecht, Geburtsdatum, höchster Schulabschluss, Versicherungsstatus), Diagnosedaten (ICD-Diagnosen) und stationäre Aufenthalte in Krankenhäusern.
Das besondere an diesen Daten ist, dass die gesamte GKV-Population aufgenommen wird, es gibt keine Selektion und kein Drop-out. So entstehen keine Verzerrungen durch Erinnerung, Interviewer oder Beobachtung, wie dies bei anderen Erhebungen der Fall sein kann. Der lange Beobachtungszeitraum ermöglicht sowohl Querschnitt- wie auch Längsschnittstudien. In Deutschland sind etwa 85 % der Bevölkerung gesetzlich versichert.

## Erhebung
2002 wurde das Forschungsprojekt Qualitätssicherung mit Routinedaten gestartet, um Möglichkeiten der Qualitätsberichterstattung auf der Basis von Routinedaten der Krankenkassen zu prüfen.
Im Zuge der Datentransparenzverordnung werden die Daten zusammengeführt und beim Deutschen Institut für Medizinische Dokumentation und Information (DIMDI) vorgehalten. Es erhält vom Bundesamt für Soziale Sicherung ausgewählte Daten zu ambulanten und stationären Behandlungen der gesetzlich Versicherten sowie zu Arzneimittelverordnungen. Dem BVA werden diese von den Krankenkassen bereits in verschlüsselter Form für den Risikostrukturausgleich (RSA) übermittelt.

## Verwendung
Routinedaten sind unter anderem interessant für die Versorgungsforschung, epidemiologische Fragestellungen und Analysen zur Versorgungsqualität. Sie werden routinemäßig von der gesetzlichen Krankenversicherung (GKV), Renten- und Unfallversicherung (Sozialdaten) oder in (bevölkerungsbezogenen) Krankheitsregistern erhoben.
2017 erhielten Lars G. Hemkens, Despina G. Contopoulos-Ioannidis und John P. A. Ioannidis den David-Sackett-Preis für eine Forschungsarbeit zu Routinedaten.